# Xestochilus
Xestochilus is een monotypisch geslacht van straalvinnige vissen uit de familie van slangalen (Ophichthidae). Het geslacht is voor het eerst wetenschappelijk beschreven in 1998 door McCosker.

## Soort
- Xestochilus nebulosus Smith, 1962